# دبیرستان مخفی
دبیرستان مخفی (انگلیسی: Undercover High School؛‏ کره‌ای: 언더커버 하이스쿨) مجموعه تلویزیونی محصول کره جنوبی به نویسندگی ایم یونگ بین، به کارگردانی چوی جونگ این و با بازی سو کانگ جون، جین کی جو و کیم شین روک است. این مجموعه داستان مردی را روایت می‌کند که مأمور ان‌آی‌اس است و به عنوان یک دانش آموز دبیرستانی، هویت خود را مخفی می‌کند. این مجموعه از ۲۱ فوریه تا ۲۹ مارس ۲۰۲۵، روزهای جمعه و شنبه ساعت ۲۱:۵۰ (کی‌اس‌تی) از ام‌بی‌سی پخش شد. دبیرستان مخفی همچنین برای استریم در تیوینگ و ویو در کره جنوبی، و ویو در مناطق منتخب قابل دسترسی است.

## بازیگران

### اصلی
- سو کانگ جون در نقش جونگ هه سونگ[۱]
- جین کی جو در نقش اوه سو آه[۲]
- کیم شین روک در نقش سو میونگ جو[۳]

### مکمل

#### افراد ان‌آی‌اس
- جون به سو در نقش آن سوک هو[۴]
- جو بوک ره در نقش گو یونگ هون[۵]
- یون گا یی در نقش پارک می جونگ[۶]
- لی سو هوان در نقش کیم هیونگ به[۷]
- ایم چول هیونگ در نقش گونگ این سانگ[۸]

#### شورای دانش آموزی دبیرستان بیونگ‌مون
- کیم مین جو در نقش لی یه نا[۹]
- پارک سه هیون در نقش آن یو جونگ[۱۰]
- جانگ سونگ بوم در نقش پارک ته سو[۱۱]
- لی هیون سو در نقش هان سونگ جه[۱۲]
- یون چه بین در نقش یون چه رین[۱۱]
- کیم سونگ مین در نقش جی هیون جون[۱۳]

## تولید

### فیلم‌برداری
تصویربرداری اصلی در نیمهٔ اول سال ۲۰۲۴ آغاز شد.

## انتشار
ام‌بی‌سی تأیید کرد که دبیرستان مخفی در نیمهٔ اول سال ۲۰۲۵، روزهای جمعه و شنبه پخش خواهد شد.